# Болота Тверской области
Болота Тверской области — участки земной поверхности территории области, периодически или постоянно увлажнённые. Имеют соответствующий растительный покров и соответствующий тип образования почвы. 

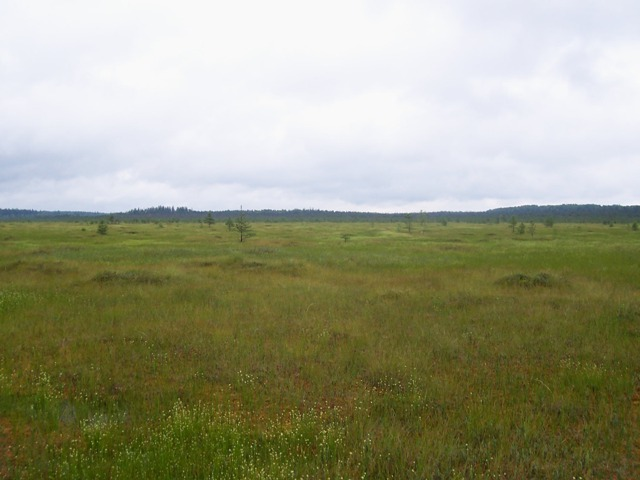
Верховое болото Старосельский мох, государственный заказник.

На территории Тверской области расположено 3081 учтённое торфяное болото общей площадью 808 тыс. га и объёмом в 15,4 млрд м³. На территорию торфяных болот приходится около 10 % площади области. Эксплуатируемый фонд составляет 103 торфяных месторождения. Доля охраняемых болот составляет около 43 % от всей их площади.
Одним из самых заболоченных районов является Рамешковский район. Расположенное на его территории болото Оршинский мох является самым обширным болотом в Тверской области.
Болота являются истоками многих рек, в том числе реки Волги, исток которой находится недалеко от деревни Волговерховье.